# Psará
Psará (en griego: Ψαρά Psará —anteriormente conocida como Ψύρα Psyra o Ψυρίη Psyriī—) es una isla griega en el mar Egeo. Junto con la pequeña isla deshabitada de Antípsara forma el municipio de Psará. Es parte de la unidad periférica de Quíos, que forma parte de la periferia del Egeo Septentrional. La única ciudad de la isla y sede de la municipalidad también se llama Psará.
Psará tenía 448 habitantes según el censo de 2011. Tiene un pequeño puerto que la comunica con la isla de Quíos y con otras partes de Grecia.
Aparece mencionada en la Odisea de Homero bajo el nombre de Psiría, como uno de los lugares junto a los que pasaron parte de las naves aqueas en su regreso de la guerra de Troya. Estrabón la llama Psira y ubica en la isla una ciudad del mismo nombre.

## Arqueología
El arqueólogo Serafín Jaritonidis excavó en varios lugares de la isla en 1960-61. En el sitio de Arjontiki, situado en la costa del sudoeste de la isla, encontró tumbas del periodo micénico. Por otra parte, en una colina halló restos del periodo geométrico y del periodo helenístico. En Arjontiki han continuado las excavaciones y estudios de restos en las campañas 1983-85 y 1997-2001. En total se han explorado un total de 162 tumbas micénicas, una de ellas en forma de tholos donde probablemente se rendía culto a un héroe, además de un asentamiento próximo a la necrópolis.